# Sinsheim
Sinsheim è una città tedesca di 36 601 abitanti, situata nel land del Baden-Württemberg. Appartiene al circondario del Reno-Neckar.

## Storia
L'area su cui sorge la cittadina fu inizialmente abitata, circa 700 000 anni a.C., dall'Homo heidelbergensis.
Ha lo status di città sin dal 1192, quando le fu garantito da Enrico VI di Svevia.

## Geografia fisica

### Posizione
La città si trova a sud-est del suo circondario e sorge a breve distanza dal parco nazionale del Neckartal-Odenwald. Si trova ad una ventina di km da Heidelberg e dalla conurbazione di Mannheim-Ludwigshafen. Da Stoccarda dista circa 60 km, e circa 100 da Francoforte.

## Museo della Tecnica
Ospita il Museo della Tecnica, uno dei più grandi musei privati d'Europa.

### Suddivisione
Sinsheim è composta da 13 frazioni di cui 12 (escludendo Kernstadt) sono comuni incorporati fra il 1971 ed il 1973:
- Adersbach
- Dühren
- Ehrstädt
- Eschelbach
- Hasselbach
- Hilsbach
- Hoffenheim
- Kernstadt
- Reihen
- Rohrbach
- Steinsfurt
- Waldangelloch
- Weiler

## Sport
Il locale club di calcio, appartenente all'omonima frazione, gioca con le sue formazioni nelle massime divisioni dei campionati tedeschi, l'Hoffenheim maschile in Bundesliga, l'Hoffenheim femminile in Frauen-Bundesliga.

## Infrastrutture e trasporti
Sinsheim conta una stazione ferroviaria lungo una linea secondaria che collega Heilbronn con Heidelberg. Conta uno svincolo autostradale sulla A 6 che collega Norimberga con Saarbrücken.